# Nodaria verticalis
Nodaria verticalis là một loài bướm đêm trong họ Noctuidae.